# Vojnomir
Vojnomir je bio prvi knez Panonske Hrvatske iz 8. stoljeća.

## Životopis
Spominje se u „Ljetopisu Franačkoga Kraljevstva”. U njemu je zabilježeno kako je 795. furlanski markgrof Erik poslao u Panoniju „svoje ljude sa Slavenom Vojnomirom” u bitku protiv Avara. Smatra se da se Vojnimir otprije isticao u franačkoj službi te mu je zbog toga bio povjeren ovaj vojni pothvat. Pohod je završio pljačkom samog središta Avarskoga Kaganata.
Franački izvor navodi ga kao Wonomyro (uuonomiro, uuonomyro).

### Članci
- Labus, Nenad. 2000. Tko je ubio vojvodu Erika?. Radovi Zavoda za povijesne znanosti HAZU u Zadru. Hrvatska akademija znanosti i umjetnosti. Zadar.  (142): 1–16

### Mrežna sjedišta
- Vojnomir Slaven. Hrvatska enciklopedija LZMK. Pristupljeno 7. veljače 2025.

## Vanjske poveznice

### Ostali projekti
|  | Zajednički poslužitelj ima još gradiva o temi Vojnomir                   |
|  | Wikizvor ima izvorni tekst Povijest Hrvatske I. (R. Horvat)/Karlo Veliki |

| Vladarske titule | Vladarske titule       | Vladarske titule             |
| ---------------- | ---------------------- | ---------------------------- |
| prethodnik –     | knez Panonske Hrvatske | nasljednik Ljudevit Posavski |